# Magic Sam
Samuel Gene Maghett, känd som Magic Sam, född den 14 februari 1937 i Grenada County, Mississippi, död den 1 december 1969 i Chicago, Illinois, var en amerikansk bluesgitarrist och -sångare.
Magic Sam valdes in i Blues Hall of Fame 1982, medan hans album West Side Soul och Black Magic blev invalda 1984 respektive 1990, liksom hans singel All your Love 2012.

## Diskografi

### Singlar
- 1957 Love Me With A Feeling / All Your Love (Cobra 5013)
- 1957 Everything Gonna Be Alright / Look Watcha Done (Cobra 5021)
- 1958 All Night Long / All My Whole Life (Cobra 5025)
- 1958 21 Days In Jail / Easy Baby (Cobra 5029)
- 1960 My Love Is Your Love / Mr. Charlie (Chief C-7013)
- 1960 Square Dance Rock - Part 1 / Part 2 (Chief C-7017)
- 1961  Do The Camel Walk / Every Night About This Time (Chief C-7026)
- 1961 Blue Light Boogie / You Don't Have To Work (Chief C-7033)
- 1964 Hi-Heel Sneakers / All Your Love (CBS 1444)
- 1966 Out Of Bad Luck / She Belongs To Me (Crash 425)
- 1969 I'll Pay You Back / Sam's Funck (Bright Star 11-1037)

### Album
- 1967 West Side Soul (Delmark DS-615)
- 1969 Black Magic (Delmark DS-620)

Utgivna postumt:
- 1969 Magic Sam (1937-1969) (Blue Horizon 7-63223)
- 1980 Out Of Bad Luck (P-Vine PLP 9011)
- 1980 The Late Great Magic Sam (L+R 42.014)
- 1981 Magic Sam Live at Ann Arbor & In Chicago (Delmark DL 645/46)
- 1986 All Your Love (Vivid VS-6002). Även flera senare återutgivningar.
- 1989 The Magic Sam Legacy (Delmark DS-651)
- 1989 Magic Sam: West Side Guitar 1957 - 1966 (Flyright FLYCD 02)
- 1990 Easy Baby (Charly CD 218)
- 1992 Give Me Time (Delmark DD 654))
- 2001 The Essential Magic Sam (Fuel CD 302 061 104 2) Inspelningar på Cobra och Chief 1957-1961.
- 2001 Magic Sam ... With A Feeling (Westside WESA 890)
- 2002 Rockin' Wild In Chicago (Delmark DG-765) Liveinspelningar 1963-1969.
- 2012 Raw Blues! - Live 1969 (RockBeat ROC-CD-3110)
- 2013 Magic Sam Live At The Avant Garde (Delmark DE-833) Inspelad 1968.

Därutöver medverkar han på ett stort antal samlingsalbum med andra artister.